# جون أندرسون (لاعب كرة قاعدة)
جون أندرسون (بالنرويجية: John Joseph Anderson)‏ (و. 1873 – 1949 م) هو لاعب كرة قاعدة نرويجي، ولد في ساربسبورغ، مركز لعبه هو مدافع أيسر ‏، توفي في ورسستر، عن عمر يناهز 76 عاماً.

## روابط خارجية
- جون أندرسون على موقعبيزبول رفرنس.كوم (الدوري الرئيسي) (الإنجليزية)
- جون أندرسون على موقعبيزبول رفرنس.كوم (الدوري الثانوي) (الإنجليزية)
- جون أندرسون على موقع جمعية أبحاث البيسبول الأمريكية (الإنجليزية)
- جون أندرسون على موقع مشجعي الرسوم البيانية (الإنجليزية)